# Entremont (distrikt)
District de Entremont är ett av de 14 distrikten i kantonen Valais i Schweiz. Distriktet ligger i den franskspråkiga delen av kantonen.

## Indelning
Distriktet består av fem kommuner:
| Vapen              | Namn               | Invånare 2023-12-31 | Yta i km² |
| ------------------ | ------------------ | ------------------- | --------- |
| Bourg-Saint-Pierre | Bourg-Saint-Pierre | 215                 | 89,80     |
| Liddes             | Liddes             | 755                 | 58,64     |
| Orsières           | Orsières           | 3 292               | 164,93    |
| Sembrancher        | Sembrancher        | 1 093               | 17,68     |
| Val de Bagnes      | Val de Bagnes      | 10 814              | 301,91    |